# Scutellaria thieretii
Scutellaria thieretii är en kransblommig växtart som beskrevs av Lloyd Herbert Shinners. Scutellaria thieretii ingår i Frossörtssläktet som ingår i familjen kransblommiga växter. Inga underarter finns listade i Catalogue of Life.